# Nyckelbensvenen
Nyckelbensvenerna, venae subclavia, är två vener; vänstra och högra nyckelbensvenen, som har en diameter ungefär som personens lillfinger. De finns mellan inre halsvenen och axelvenen. 